# Kizil
Kizil ([kɨˈzɨl] en ruso: Кызы́л) es la capital de la República de Tuvá en la Federación de Rusia cuyo nombre significa rojo en tuvano y en muchas otras lenguas túrquicas. Kizil está localizada exactamente en el centro geográfico de Asia, al sur de Siberia Occidental próxima a la frontera con Mongolia. Fue fundada en 1914 con el nombre de Bielotsarsk (Белоца́рск). En ruso, biel (бел), significa blanco y tsar (царь), zar. En 1918, fue rebautizada como Jem-Beldyr (Хем-Белды́р) y, finalmente en 1926, como Kizil.

## Clima
| Parámetros climáticos promedio de Kizil (normales 1991-2020, extremos 1943-presente) | Parámetros climáticos promedio de Kizil (normales 1991-2020, extremos 1943-presente) | Parámetros climáticos promedio de Kizil (normales 1991-2020, extremos 1943-presente) | Parámetros climáticos promedio de Kizil (normales 1991-2020, extremos 1943-presente) | Parámetros climáticos promedio de Kizil (normales 1991-2020, extremos 1943-presente) | Parámetros climáticos promedio de Kizil (normales 1991-2020, extremos 1943-presente) | Parámetros climáticos promedio de Kizil (normales 1991-2020, extremos 1943-presente) | Parámetros climáticos promedio de Kizil (normales 1991-2020, extremos 1943-presente) | Parámetros climáticos promedio de Kizil (normales 1991-2020, extremos 1943-presente) | Parámetros climáticos promedio de Kizil (normales 1991-2020, extremos 1943-presente) | Parámetros climáticos promedio de Kizil (normales 1991-2020, extremos 1943-presente) | Parámetros climáticos promedio de Kizil (normales 1991-2020, extremos 1943-presente) | Parámetros climáticos promedio de Kizil (normales 1991-2020, extremos 1943-presente) | Parámetros climáticos promedio de Kizil (normales 1991-2020, extremos 1943-presente) |
| Mes                                                                                  | Ene.                                                                                 | Feb.                                                                                 | Mar.                                                                                 | Abr.                                                                                 | May.                                                                                 | Jun.                                                                                 | Jul.                                                                                 | Ago.                                                                                 | Sep.                                                                                 | Oct.                                                                                 | Nov.                                                                                 | Dic.                                                                                 | Anual                                                                                |
| ------------------------------------------------------------------------------------ | ------------------------------------------------------------------------------------ | ------------------------------------------------------------------------------------ | ------------------------------------------------------------------------------------ | ------------------------------------------------------------------------------------ | ------------------------------------------------------------------------------------ | ------------------------------------------------------------------------------------ | ------------------------------------------------------------------------------------ | ------------------------------------------------------------------------------------ | ------------------------------------------------------------------------------------ | ------------------------------------------------------------------------------------ | ------------------------------------------------------------------------------------ | ------------------------------------------------------------------------------------ | ------------------------------------------------------------------------------------ |
| Temp. máx. abs. (°C)                                                                 | -5.8                                                                                 | 1.6                                                                                  | 19.6                                                                                 | 31.6                                                                                 | 35.6                                                                                 | 39.1                                                                                 | 40.7                                                                                 | 39.9                                                                                 | 33.2                                                                                 | 24.5                                                                                 | 13.0                                                                                 | -1.8                                                                                 | 40.7                                                                                 |
| Temp. máx. media (°C)                                                                | -23.7                                                                                | -15.9                                                                                | -2.0                                                                                 | 13.6                                                                                 | 20.8                                                                                 | 26.9                                                                                 | 28.4                                                                                 | 25.4                                                                                 | 18.3                                                                                 | 8.5                                                                                  | -6.7                                                                                 | -20.2                                                                                | 6.1                                                                                  |
| Temp. media (°C)                                                                     | -28.7                                                                                | -23.1                                                                                | -9.2                                                                                 | 5.7                                                                                  | 12.7                                                                                 | 19.0                                                                                 | 21.1                                                                                 | 17.9                                                                                 | 10.6                                                                                 | 1.4                                                                                  | -11.7                                                                                | -24.4                                                                                | -0.7                                                                                 |
| Temp. mín. media (°C)                                                                | -32.9                                                                                | -28.9                                                                                | -15.4                                                                                | -1.1                                                                                 | 5.0                                                                                  | 11.8                                                                                 | 14.7                                                                                 | 11.7                                                                                 | 4.4                                                                                  | -4.1                                                                                 | -15.9                                                                                | -28.3                                                                                | -6.6                                                                                 |
| Temp. mín. abs. (°C)                                                                 | -52.6                                                                                | -54.0                                                                                | -45.2                                                                                | -27.3                                                                                | -10.7                                                                                | -1.8                                                                                 | 2.8                                                                                  | -0.7                                                                                 | -10.1                                                                                | -20.5                                                                                | -46.1                                                                                | -52.6                                                                                | -54.0                                                                                |
| Precipitación total (mm)                                                             | 9                                                                                    | 5                                                                                    | 4                                                                                    | 8                                                                                    | 13                                                                                   | 33                                                                                   | 56                                                                                   | 48                                                                                   | 27                                                                                   | 8                                                                                    | 12                                                                                   | 13                                                                                   | 236                                                                                  |
| Días de lluvias (≥ 1 mm)                                                             | 0                                                                                    | 0                                                                                    | 0                                                                                    | 6                                                                                    | 11                                                                                   | 15                                                                                   | 16                                                                                   | 15                                                                                   | 12                                                                                   | 6                                                                                    | 1                                                                                    | 0                                                                                    | 82                                                                                   |
| Días de nevadas (≥ 1 mm)                                                             | 21                                                                                   | 17                                                                                   | 9                                                                                    | 3                                                                                    | 1                                                                                    | 0                                                                                    | 0                                                                                    | 0                                                                                    | 0.2                                                                                  | 4                                                                                    | 16                                                                                   | 23                                                                                   | 94                                                                                   |
| Horas de sol                                                                         | 81.8                                                                                 | 127.8                                                                                | 213.1                                                                                | 247.8                                                                                | 288.2                                                                                | 295.9                                                                                | 287.5                                                                                | 274.7                                                                                | 228.1                                                                                | 167.4                                                                                | 83.9                                                                                 | 57.3                                                                                 | 2353.4                                                                               |
| Humedad relativa (%)                                                                 | 79                                                                                   | 78                                                                                   | 74                                                                                   | 48                                                                                   | 43                                                                                   | 50                                                                                   | 58                                                                                   | 62                                                                                   | 63                                                                                   | 67                                                                                   | 81                                                                                   | 81                                                                                   | 65                                                                                   |
| Fuente n.º 1: Pogoda.ru.net                                                          |                                                                                      |                                                                                      |                                                                                      |                                                                                      |                                                                                      |                                                                                      |                                                                                      |                                                                                      |                                                                                      |                                                                                      |                                                                                      |                                                                                      |                                                                                      |
| Fuente n.º 2: Weatherbase (precipitación y horas de sol)                             |                                                                                      |                                                                                      |                                                                                      |                                                                                      |                                                                                      |                                                                                      |                                                                                      |                                                                                      |                                                                                      |                                                                                      |                                                                                      |                                                                                      |                                                                                      |

## Industria
Las plantas  incluyen fábricas de ladrillos, aserraderos, fabricación de muebles y plantas de procesamiento de alimentos.

## Galería

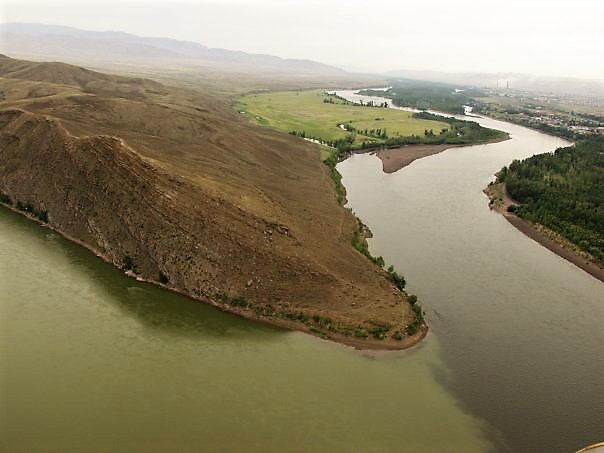
Confluencia de los ríos Bolshói Yeniséi y Mali Yeniséi en Kizil
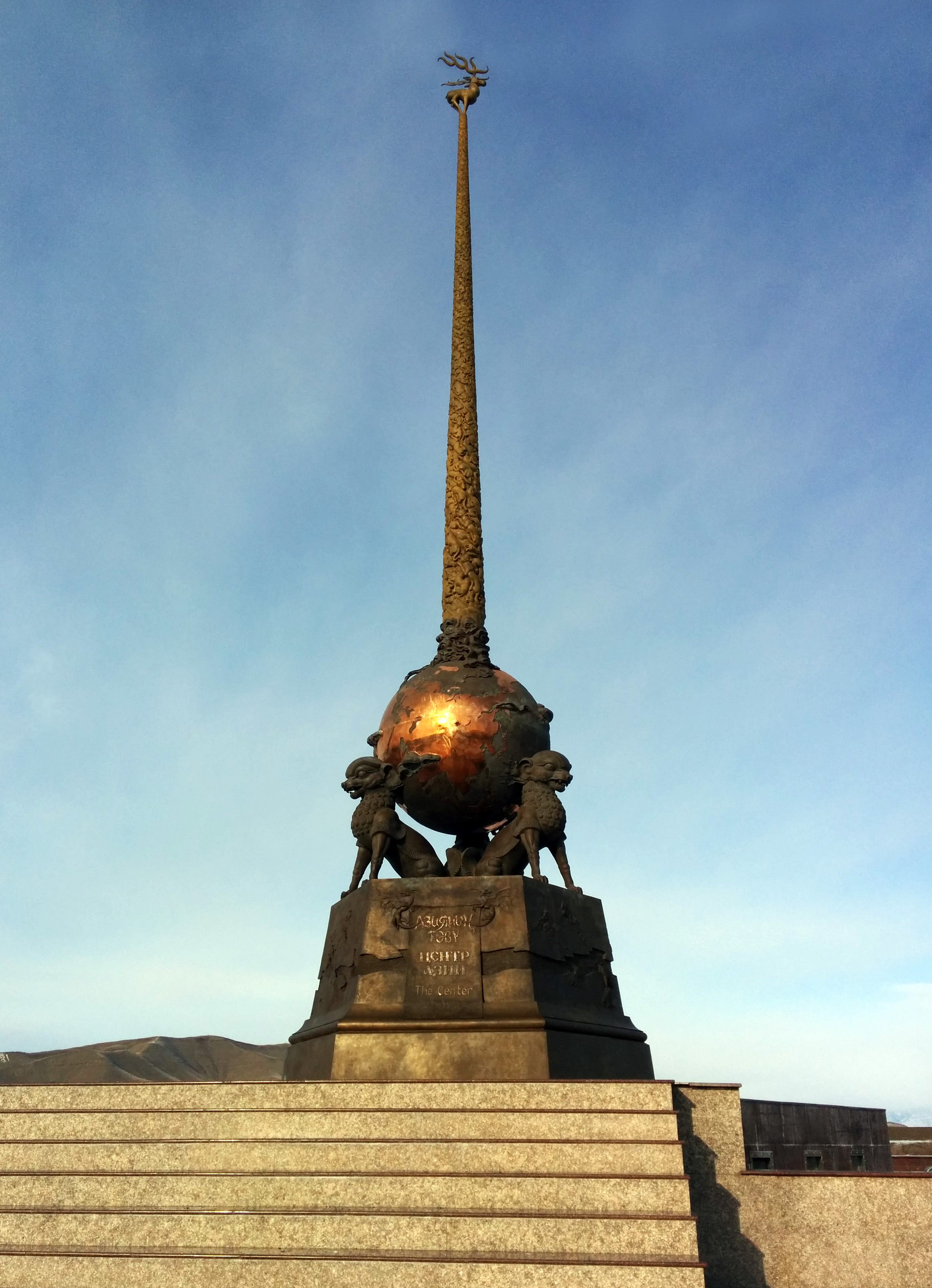
Monumento que representa el centro geográfico de Asia
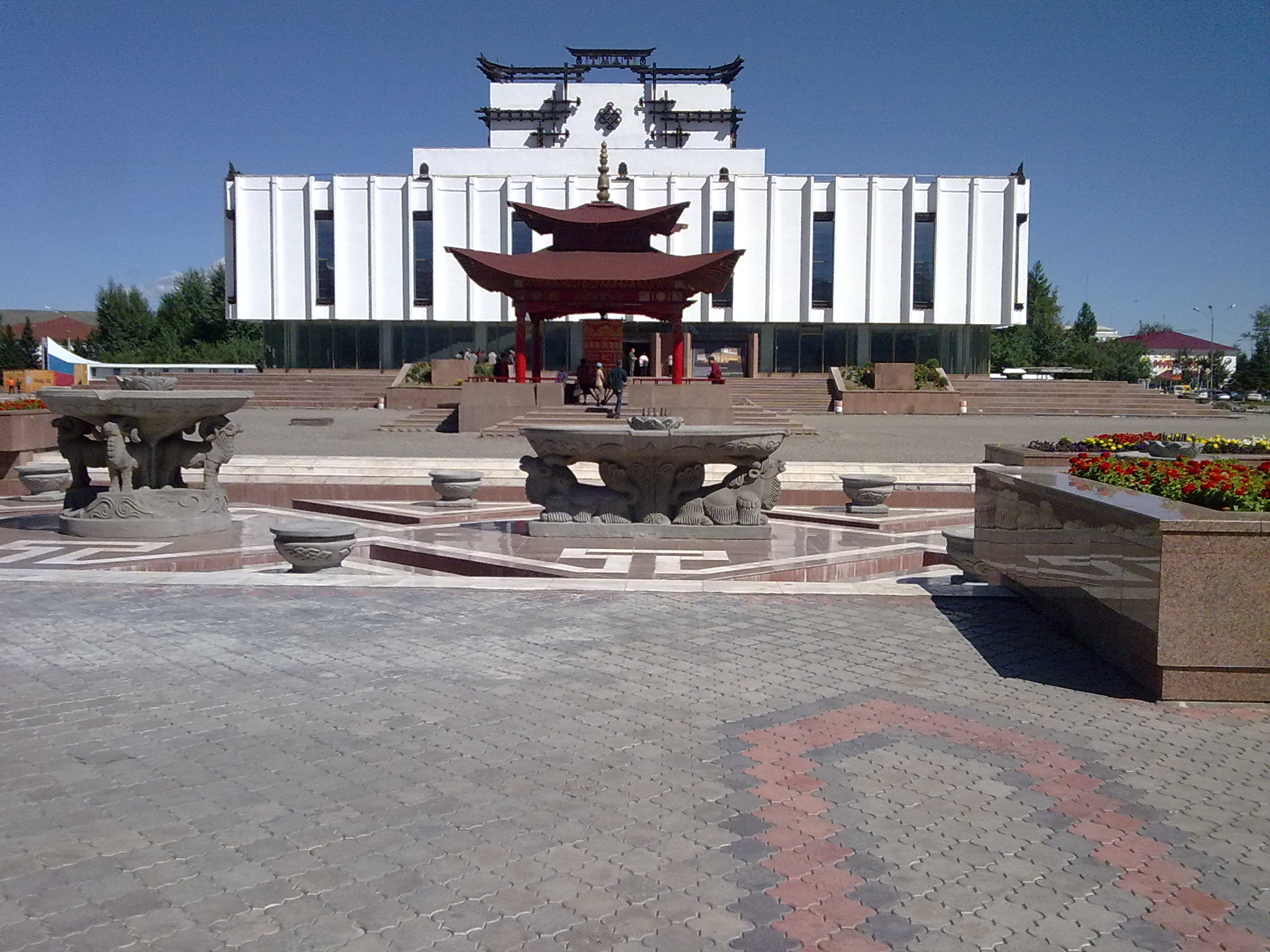
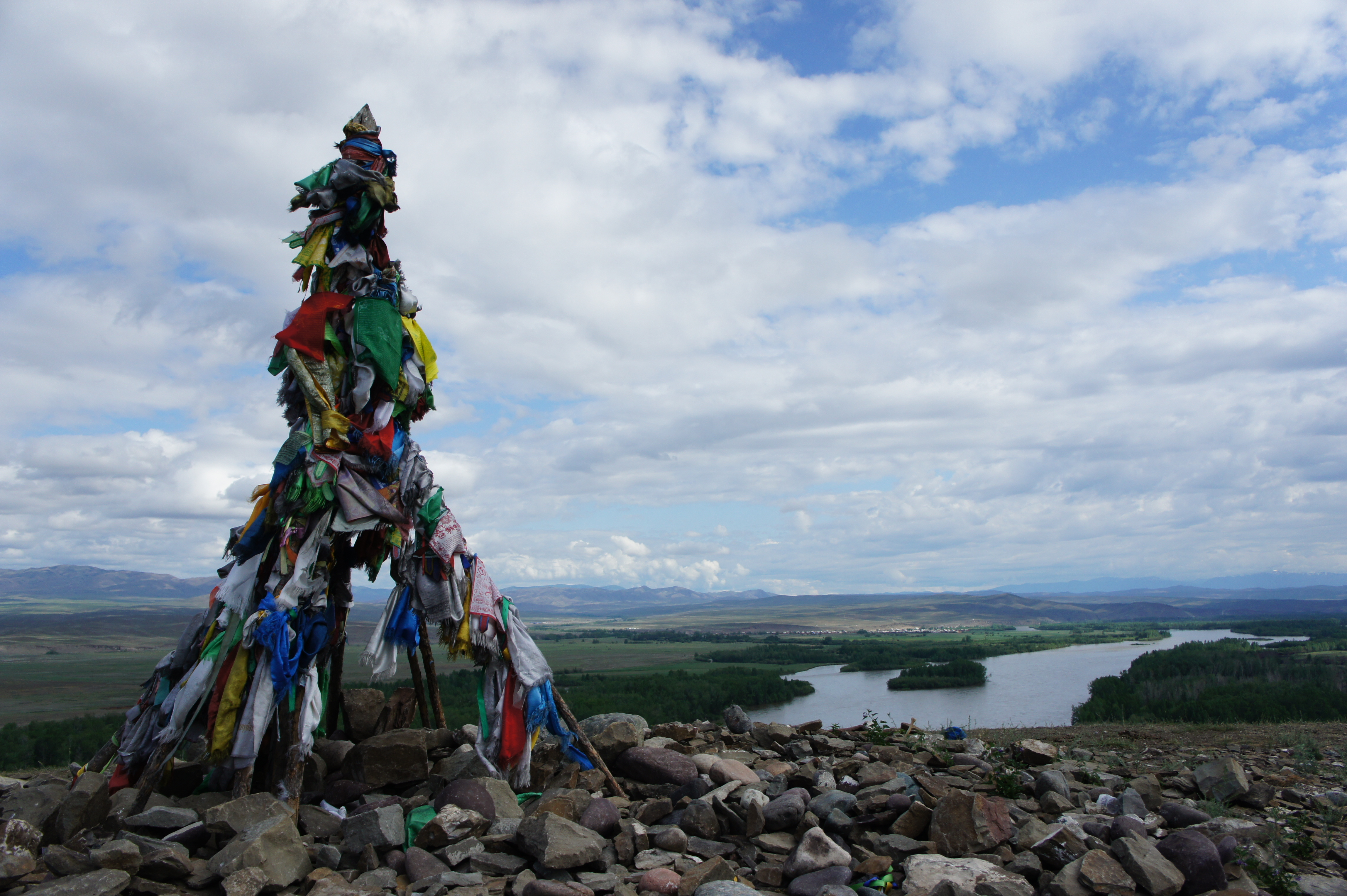
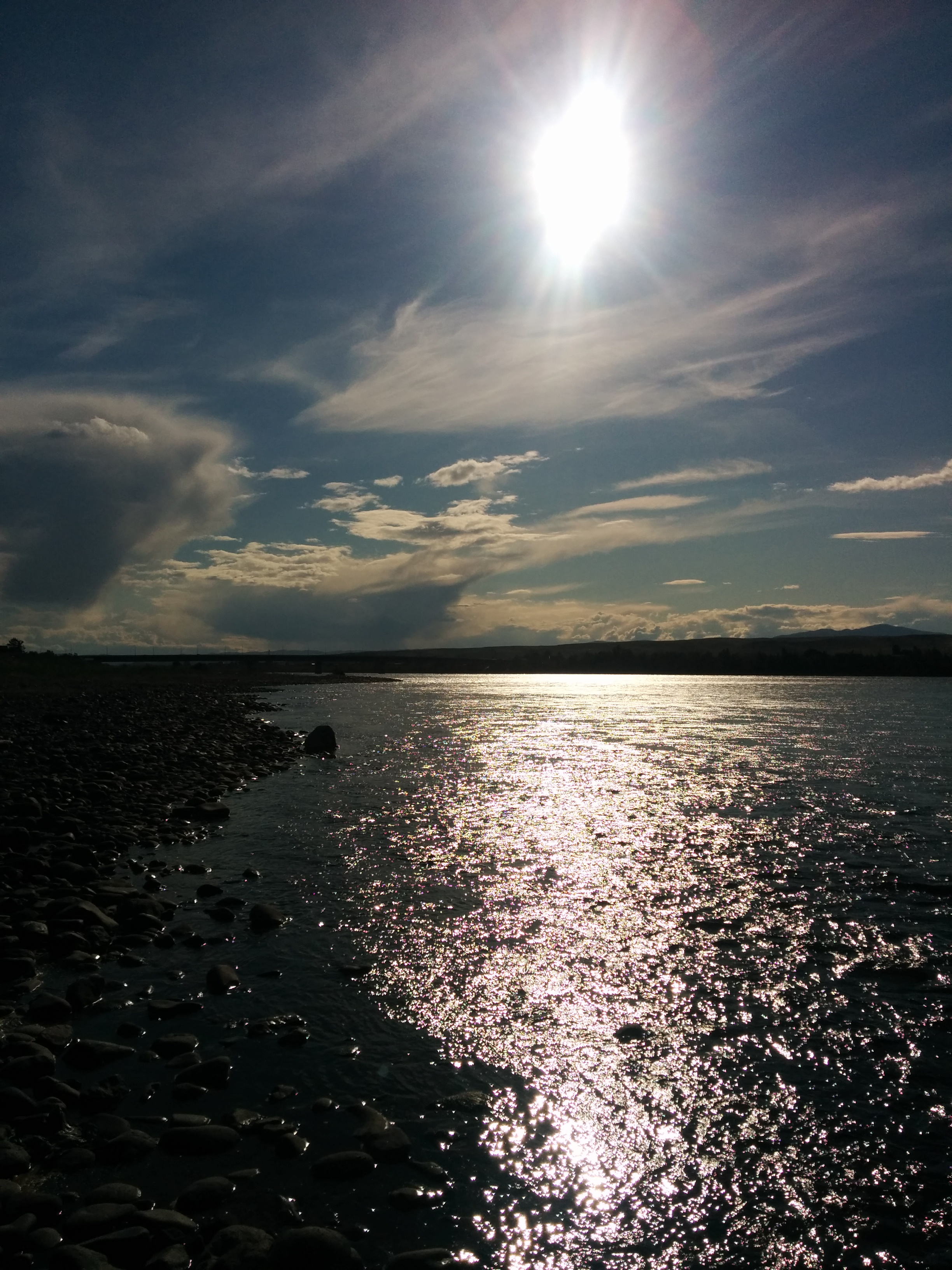
Atardecer en Ulug-Jem
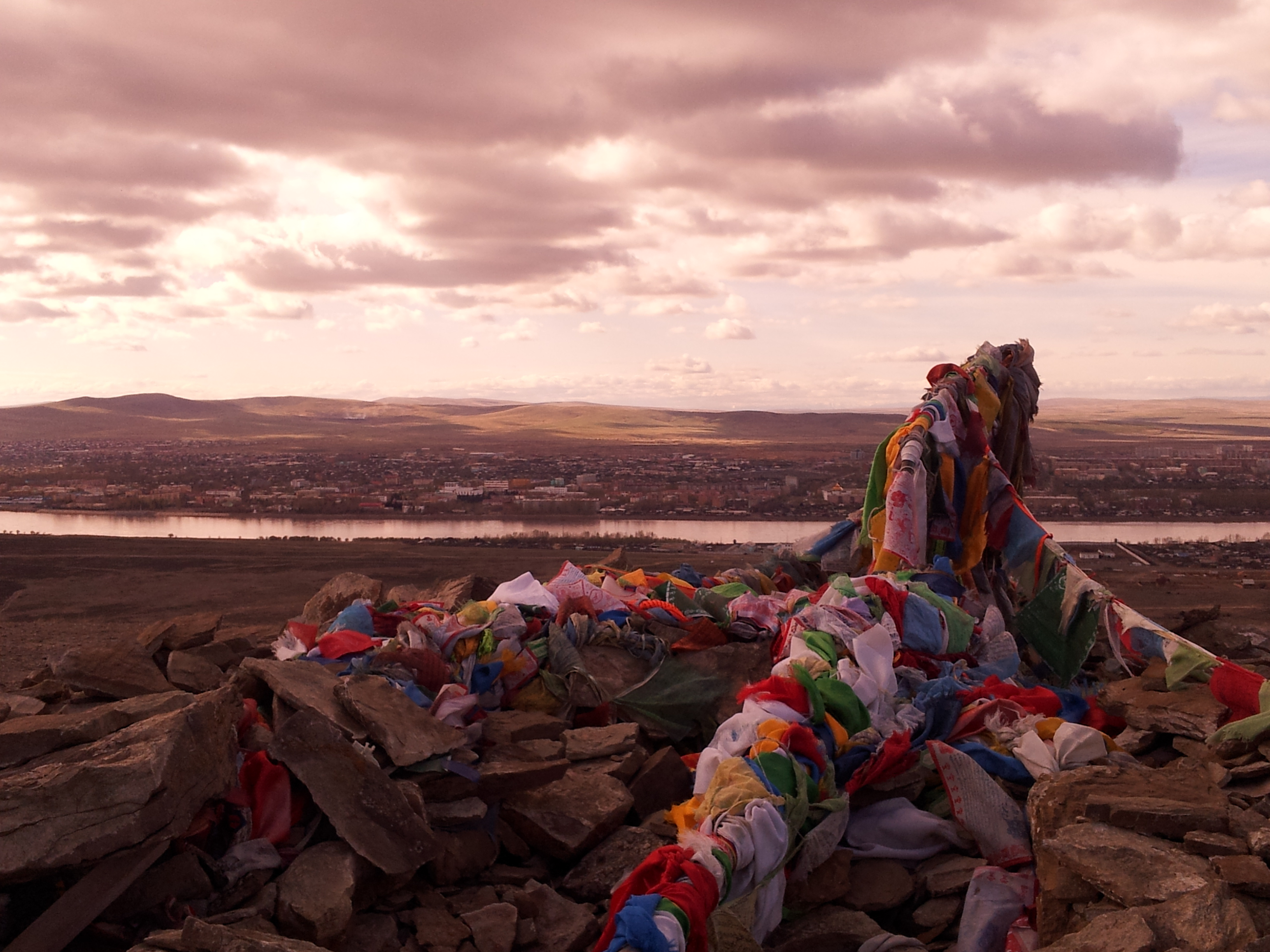
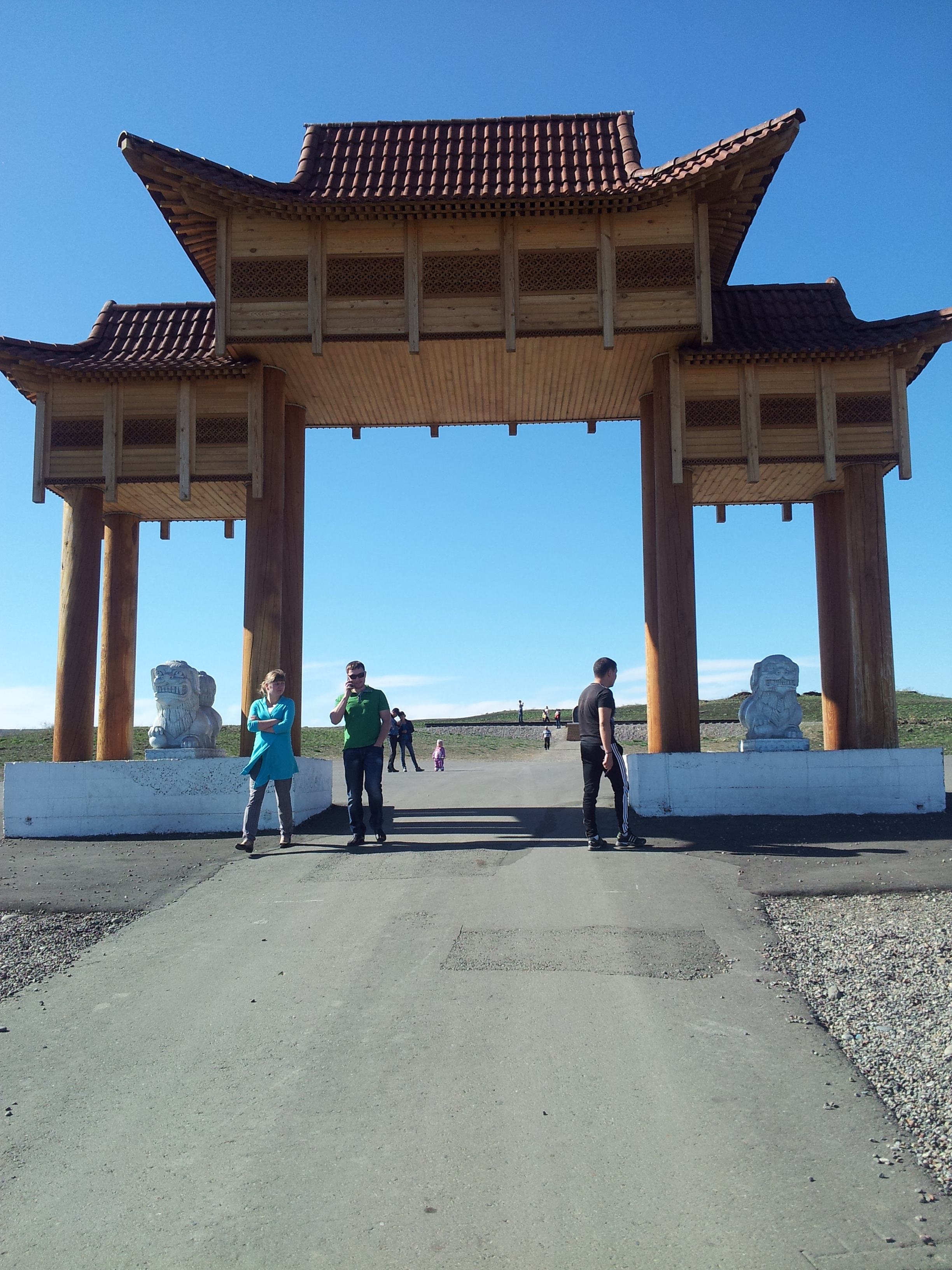
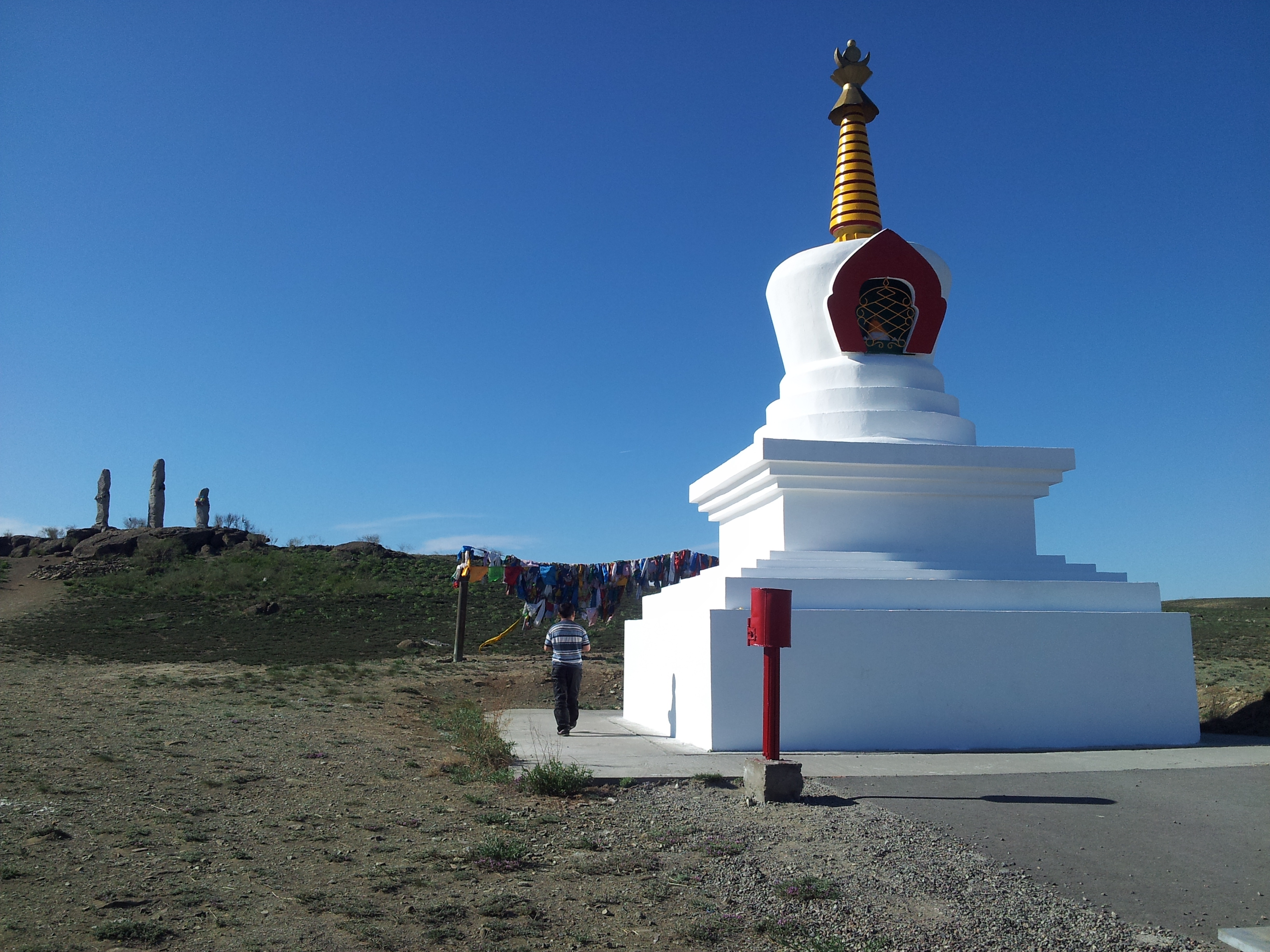